# Bartlett (CDP, New Hampshire)
Der Bartlett CDP ist ein Census-designated place (CDP) in der Town of Bartlett im Carroll County im US-Bundesstaat New Hampshire. Die Volkszählung von 2020 erfasste 351 Einwohner. Der CDP wurde im Jahr 2010 erstmals vom Census definiert. Er umfasst den Kernort der Town of Bartlett.

## Lage
Der Ort liegt in den White Mountains bei den Koordinaten 44° 4' 24.12" Nord 71° 16' 55.53" West auf einer Höhe von 211 Metern über dem Meeresspiegel an der Ostrampe der Crawford Notch am Oberlauf des Saco Rivers. Die 3,9 km² große Fläche des Gebietes besteht nur aus Land. Durch den Ort führt die US-302 zur Notch.